# Karel van Hessen-Wanfried
Karel van Hessen-Wanfried (Sankt Goar, 19 juli 1649 - Langenschwalbach, 3 maart 1711) was van 1676 tot aan zijn dood landgraaf van Hessen-Wanfried. Hij behoorde tot het huis Hessen-Kassel.

## Levensloop
Karel was de tweede zoon van landgraaf Ernst van Hessen-Rheinfels en Maria Eleonora van Solms-Lich, dochter van graaf Filips Reinhard I. 
In 1676 kreeg hij van zijn vader het landgraafschap Hessen-Eschwege toegewezen. Omdat het Slot van Eschwege sinds 1667 verpand was aan het Brunswijk-Bevern, koos hij Wanfried als residentiestad. Hierdoor liet Karel zich landgraaf van Hessen-Wanfried noemen. 
In maart 1711 stierf Karel op 61-jarige leeftijd.

## Huwelijken en nakomelingen
Op 24 januari 1669 huwde Karel met zijn eerste echtgenote Sophia Magdalena (1649-1675), dochter van graaf Erik Adolf van Salm-Reifferscheid. Ze kregen vijf kinderen:
- Karel Ernst Adolf (1669-1669)
- Maria Eleonora Anna (1670-1671)
- Willem (1671-1731), landgraaf van Hessen-Wanfried
- Frederik (1673-1692), kanunnik in de Dom van Keulen
- Filips (1674-1674)

Op 4 juni 1678 huwde hij met zijn tweede echtgenote Alexandrine Juliana (1651-1703), dochter van graaf Emico van Leiningen-Dagsburg. Ze kregen elf kinderen:
- Charlotte Amalia (1679-1722), huwde in 1694 met Frans II Rákóczi, vorst van Transsylvanië
- Ernst (1680-1680)
- Sophia Leopoldina (1681-1724), huwde in 1700 met vorst Filips Karel van Hohenlohe-Bartenstein
- Karel Alexander (1683-1684)
- Maria Anna Johanna (1685-1764), huwde in 1703 met vrijheer Daniel van Ingenheim
- Maria Theresa Elisabeth Josepha (1687-1689)
- Christina Francisca Polyxena (1688-1728), huwde in 1712 met vorst Dominik Marquard van Löwenstein-Wertheim-Rochefort
- Christiaan (1689-1755), landgraaf van Hessen-Wanfried
- Juliana Elisabeth Anna Louise (1690-1724), huwde in 1718 met graaf Christiaan Otto van Limburg-Stirum
- Maria (1693-1693)
- Eleonora Bernhardine (1695-1768)